# Johnsons Air
Johnsons Air is een Ghanese luchtvrachtmaatschappij met haar thuisbasis in Accra. Zij vliegt vrachtcharters onder andere vanaf Sharjah in de Verenigde Arabische Emiraten.

## Geschiedenis
Johnsons Air is opgericht in 1995 door Farzin Azima en First International Airlines.

## Vloot
De vloot van Johnsons Air bestaat uit:(mei 2007)
- 3 Douglas DC-8-60

.